# Hôpital Sainte-Périne - Rossini - Chardon-Lagache

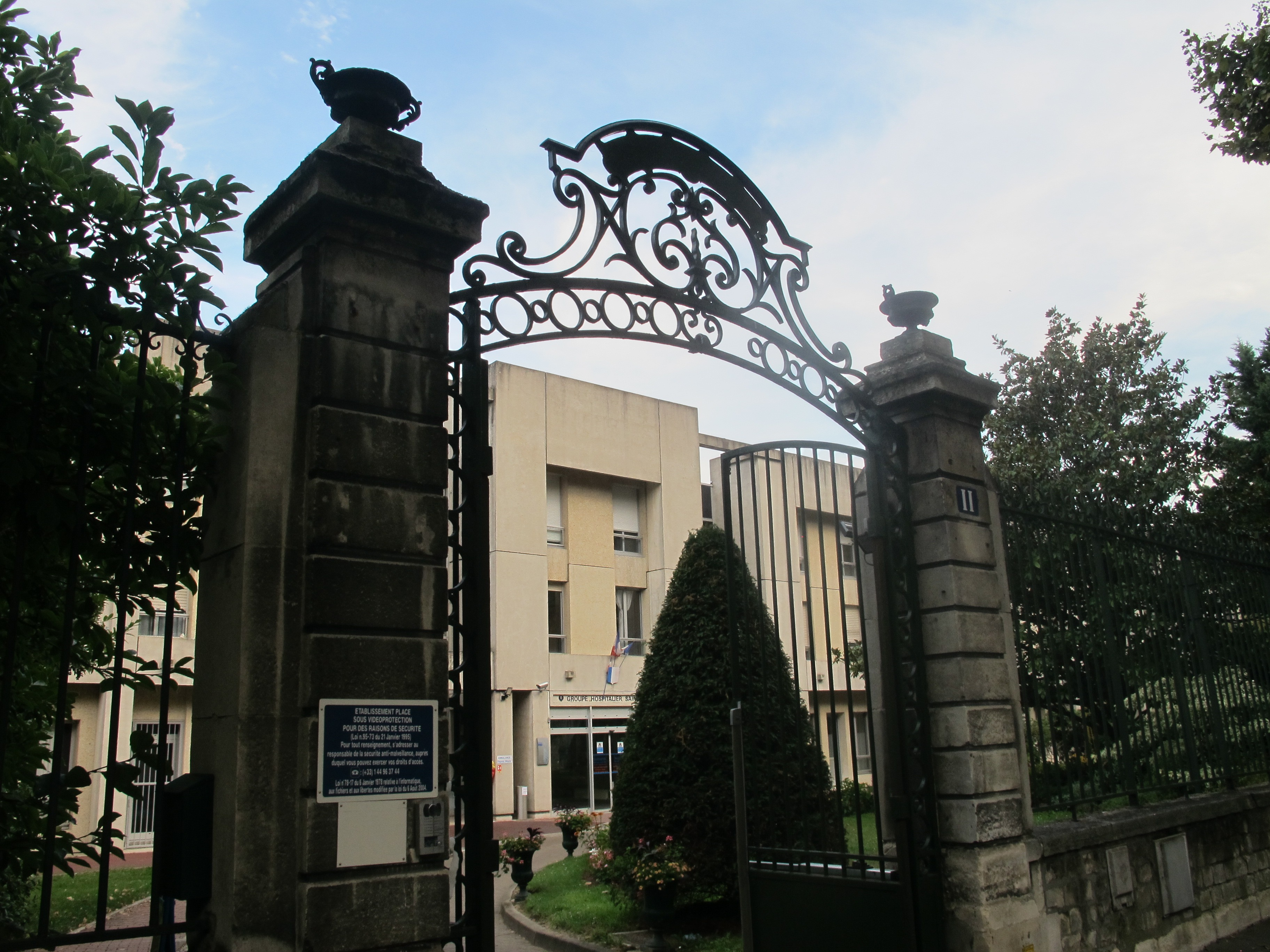
Hôpital Sainte-Périne - Rossini - Chardon-Lagache

Das Hôpital Sainte-Périne - Rossini - Chardon-Lagache ist ein Krankenhaus in Paris (Frankreich), das 1807 gegründet wurde. Es gehört heute zum öffentlichen Krankenhausverbund Assistance publique - Hôpitaux de Paris (AP-HP). Es befindet sich im 16. Pariser Arrondissement in der Rue Chardon Lagache 11. Es ist als Lehrkrankenhaus der Universität Versailles spezialisiert auf Geriatrie.

## Geschichte
Die Institution in der Rue de Chaillot im ehemaligen Kloster Sainte-Périne (auch bekannt als Notre-Dame de la Paix), befand sich nach der Französischen Revolution in Privatbesitz. Später wurde es unter der Schirmherrschaft von Kaiserin Joséphine in eine Institution umgewandelt, die mittellosen alten Menschen, Männern und Frauen, besonders ehemaligen Beamten und Witwen von Angestellten eine Unterkunft bot. Im Jahr 1807 wurde die Institution den städtischen Pariser Einrichtungen angeschlossen. Die Einrichtung verfügte 1810 über 172 Betten, im Jahr 1849 waren es 182.
1860 fand in der Avenue Joséphine eine Verlagerung des Standortes zunächst in eine ehemalige Villa in der Nähe der Avenue de Versailles statt. Erst im Jahr 1865 wurde der vorgesehene Standort in der Rue Chardon-Lagache bezogen. Hier wurde die Aufnahmekapazität deutlich erhöht. Die Bettenzahl betrug 287 im Jahr 189, 298 im Jahr 1948 und 1960 schließlich 325 Betten.
Später wurde die Einrichtung in die Gruppe der Universitätskliniken Paris Ile-de-France Ouest integriert und spezialisierte sich auf die Gerontologie.